# تیموتی مک
 تیموتی مک (انگلیسی: Timothy Mack؛ زادهٔ ۱۵ سپتامبر ۱۹۷۲) یک ورزشکار اهل ایالات متحده آمریکا است.